# فانتان، ارمنستان
فانتان (به ارمنی: Ֆանտան) یک روستا در ارمنستان است که در استان کوتایک واقع شده‌است. فانتان در ۱۴ کیلومتری جنوب هرازدان، مرکز استان کوتایک واقع شده‌است.

## خصوصیات
فانتان ۱٬۱۰۶ نفر جمعیت دارد و در ارتفاع ۱۸۰۰ متر بالاتر از سطح دریا قرار گرفته‌است.
| سال   | ۱۸۷۳ | ۱۸۹۷ | ۱۹۲۶ | ۱۹۳۹  | ۱۹۵۹  | ۱۹۷۰  | ۱۹۷۹ | ۱۹۸۹  | ۲۰۰۱  | ۲۰۰۴  |
| جمعیت | ۱۴۳  | ۱۸۳  | ۳۴۱  | ۱٬۰۷۰ | ۱٬۰۸۲ | ۱٬۰۰۹ | ۹۹۶  | ۱٬۰۲۰ | ۱٬۰۷۹ | ۱٬۰۵۱ |

## نگارخانه

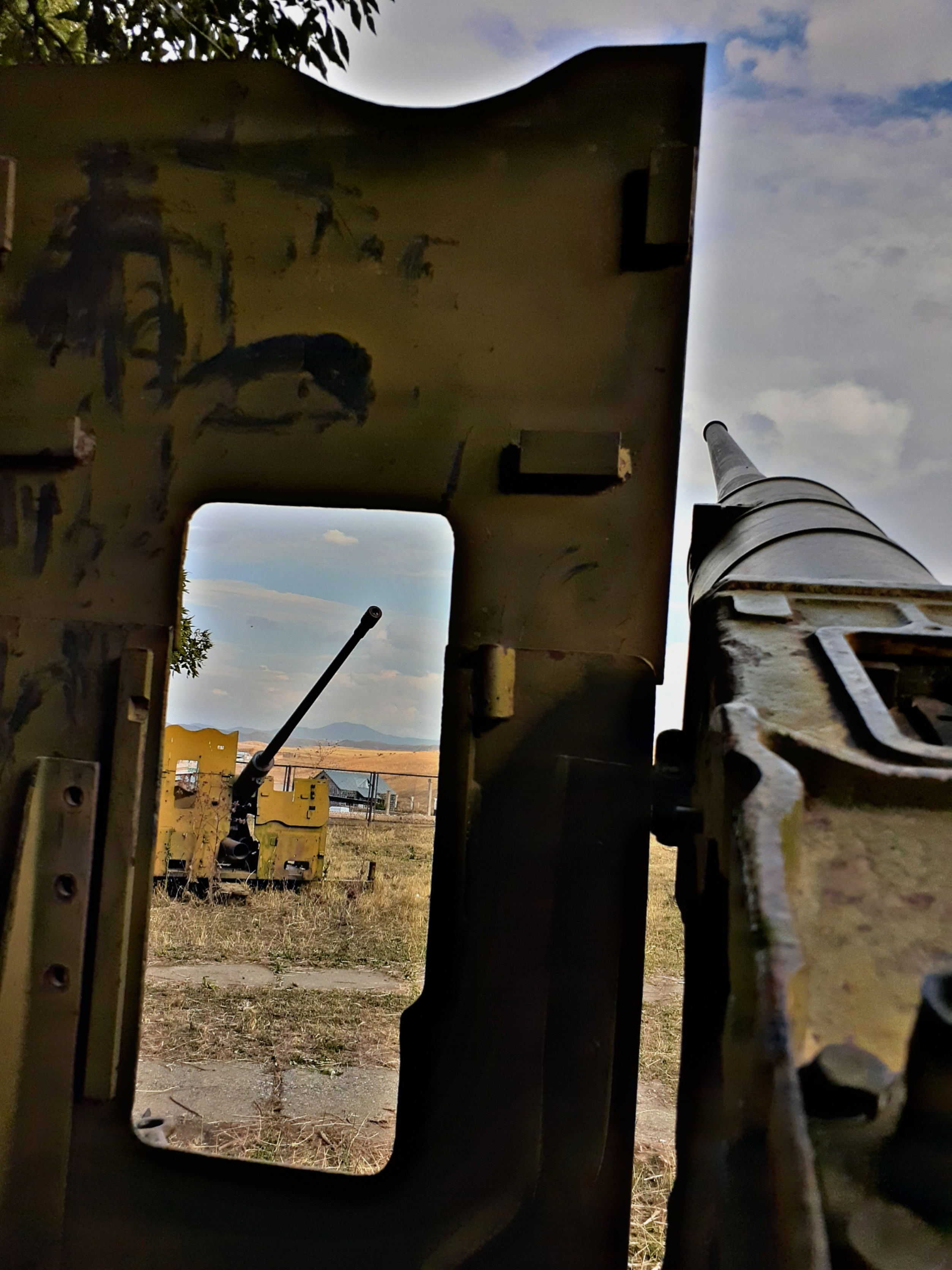
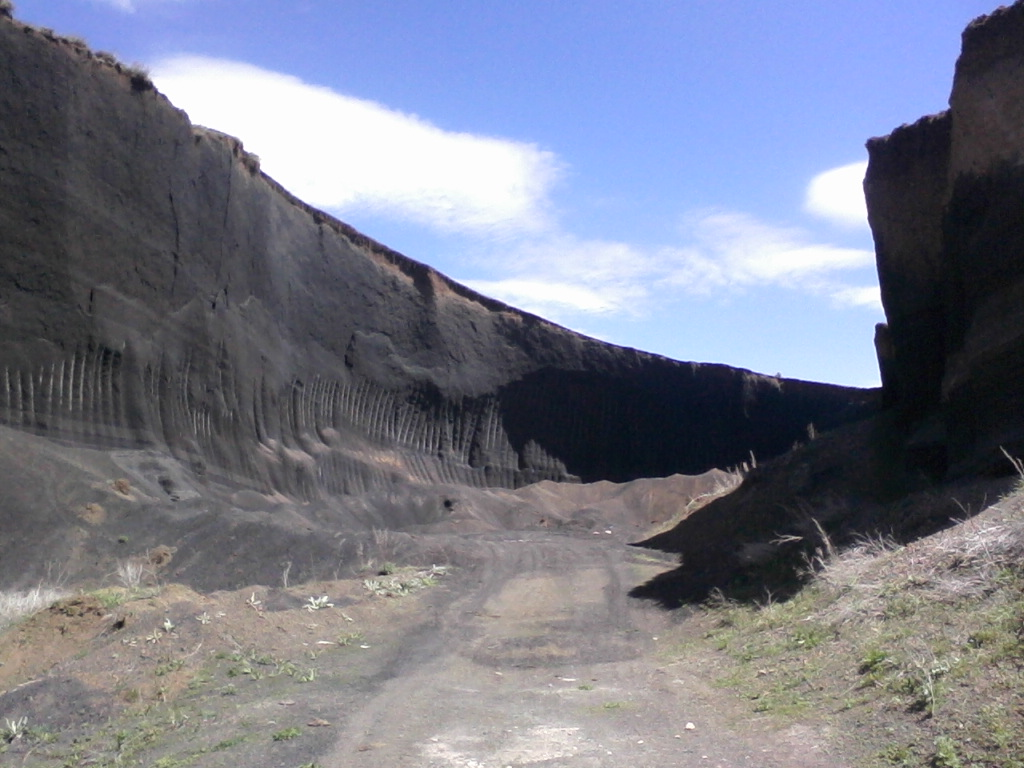
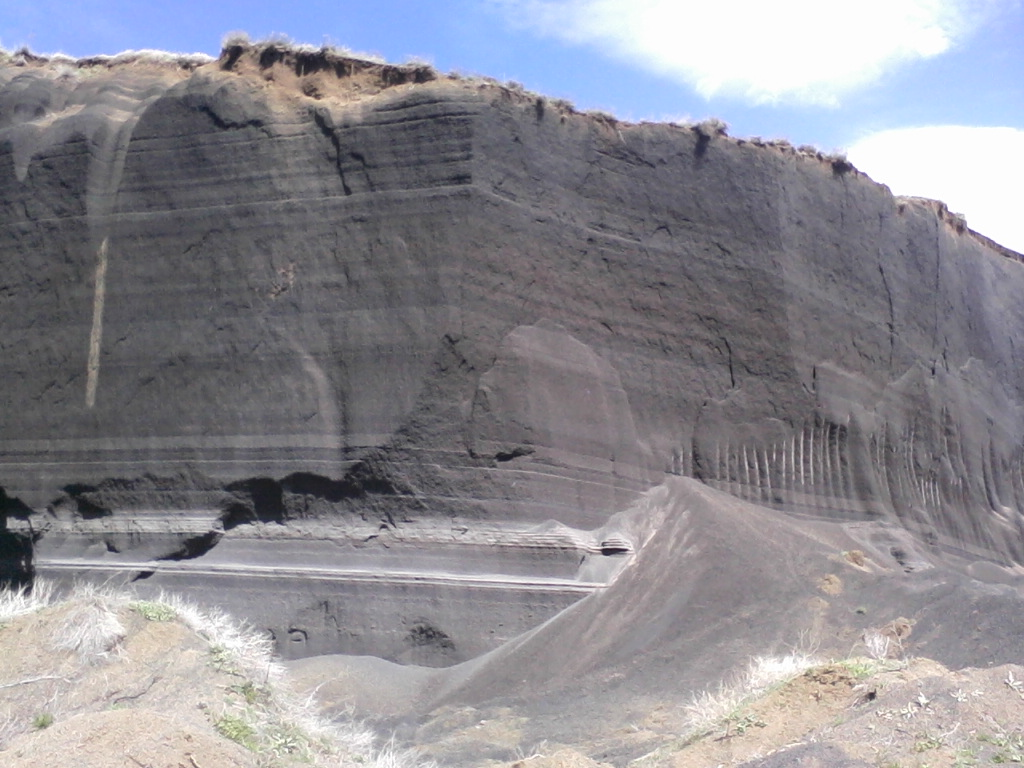
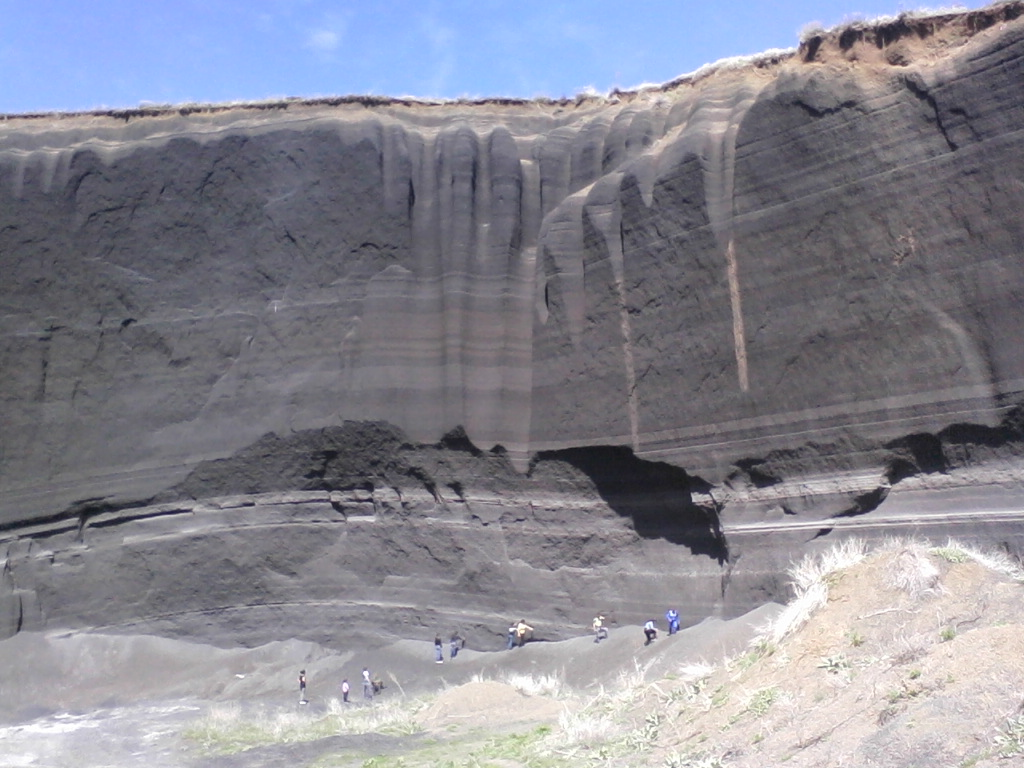
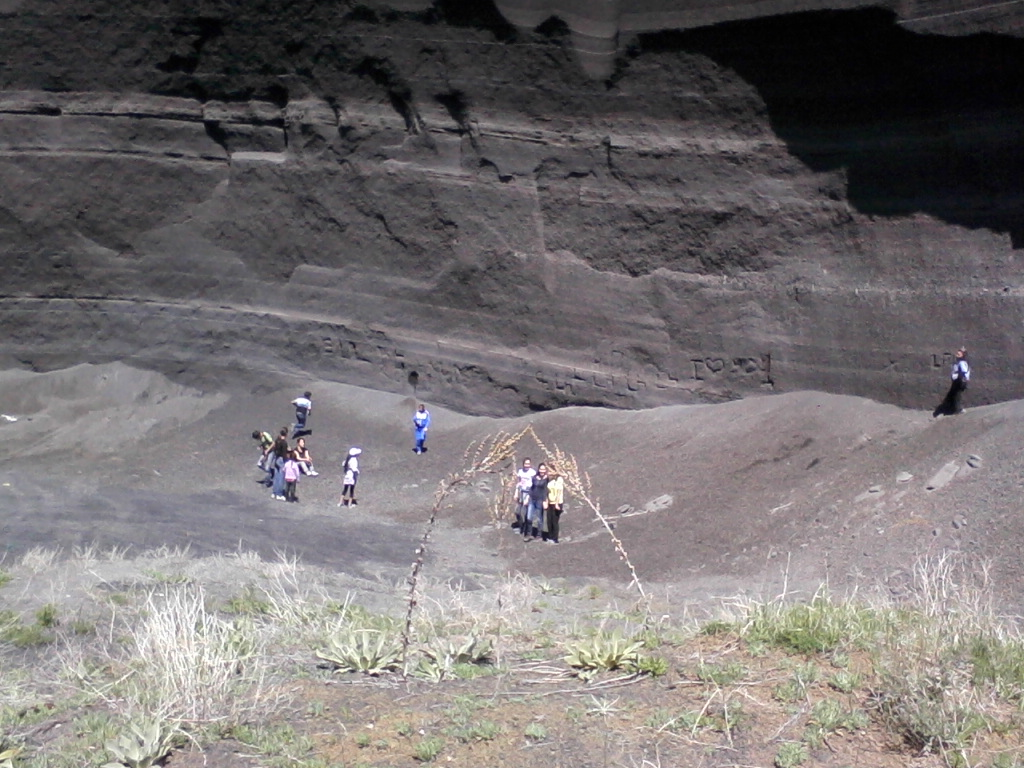